# Národní park Ukkusiksalik
Národní park Ukkusiksalik (anglicky Ukkusiksalik National Park) je chráněná oblast v kanadském teritoriu Nunavut. Leží na pobřeží Wagerova zálivu jihozápadně od domorodé osady Naujaat a zaujímá plochu 20 885 km². Národní park byl vyhlášen 23. srpna 2003.

## Historie
Podle nalezených inukšuků místo navštěvovali již kočovní příslušníci thulské kultury. Název oblasti pochází od ložisek mastku, z něhož se vyráběly nádoby zvané v domorodém jazyce ukkusik. Jako první Evropan zde přistál roku 1742 Christopher Middleton a protáhlý výběžek Hudsonova zálivu pojmenoval podle prvního lorda Admirality Charlese Wagera. V letech 1925 až 1947 zde také fungovala obchodní stanice Společnosti Hudsonova zálivu Ford Lake. U řeky Sila se nachází turistická základna, kam se dá v létě dostat letadlem z Rankin Inlet, pro vysoké náklady na dopravu je však navštěvována jen zřídka.

## Podnebí
Území národního parku pokrývá tundra a wattové pobřeží, z geologického hlediska patří ke Kanadskému štítu. Kvůli silným větrům se oblast vyznačuje nízkými pocitovými teplotami, takže je řazena k „vysoké Arktidě“, i když leží jižně od severního polárního kruhu. Často se tvoří sněhové jazyky. Rozdíl mezi mořským přílivem a odlivem dosahuje až osmi metrů. K národnímu parku patří také souostroví Savage Islands, nejdelšími řekami jsou Brown River, Sila a Piksimanik.

## Flóra
Ze stromů zde roste bříza zakrslá a vrba bylinná, z bylin tučnice obecná, dryádka osmiplátečná, pěnišník laponský, lomikámen vstřícnolistý, mochna sněžná, pryskyřník trpasličí, přeslička rolní a prustka obecná.

## Fauna
V letních měsících se zde shormažďují medvědi lední, dalšími zdejšími druhy savců jsou sob polární, pižmoň severní, liška polární, rosomák sibiřský, zajíc polární a sysel Parryův. V moři žije běluha severní, narval jednorohý, tuleň vousatý a tuleň kroužkovaný. Park obývá okolo čtyřiceti druhú ptáků, např. jeřáb kanadský, bělokur rousný, bělokur horský, jespák písečný, labuť malá, potáplice žlutozobá, kajka královská, hoholka lední a strnad severní, z dravců jsou zastoupeni orel skalní, raroh lovecký a sovice sněžní. Žijí zde také ryby jako siven severní, koljuška devítiostná a hranáč šedý.

## Galerie

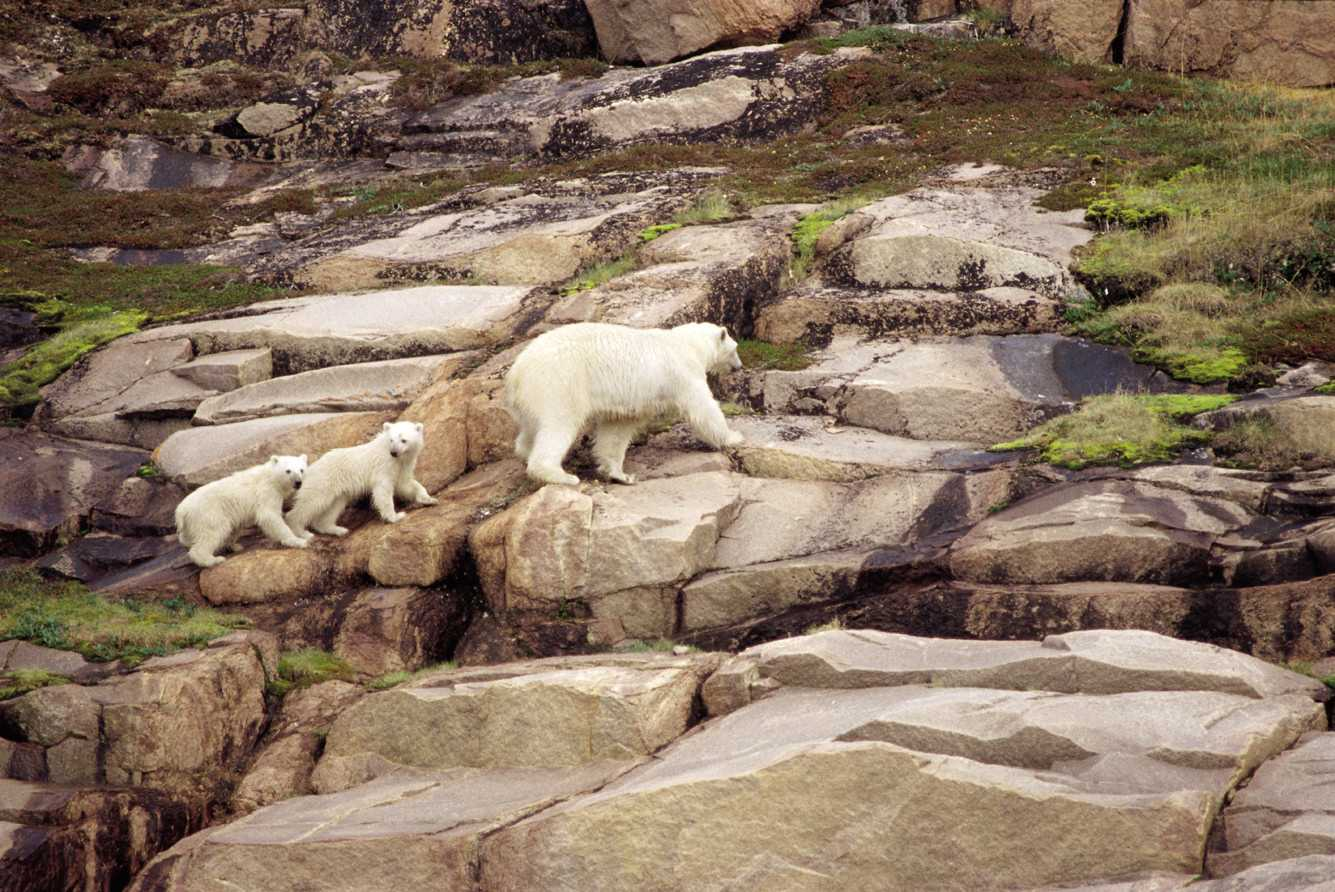
Lední medvědi
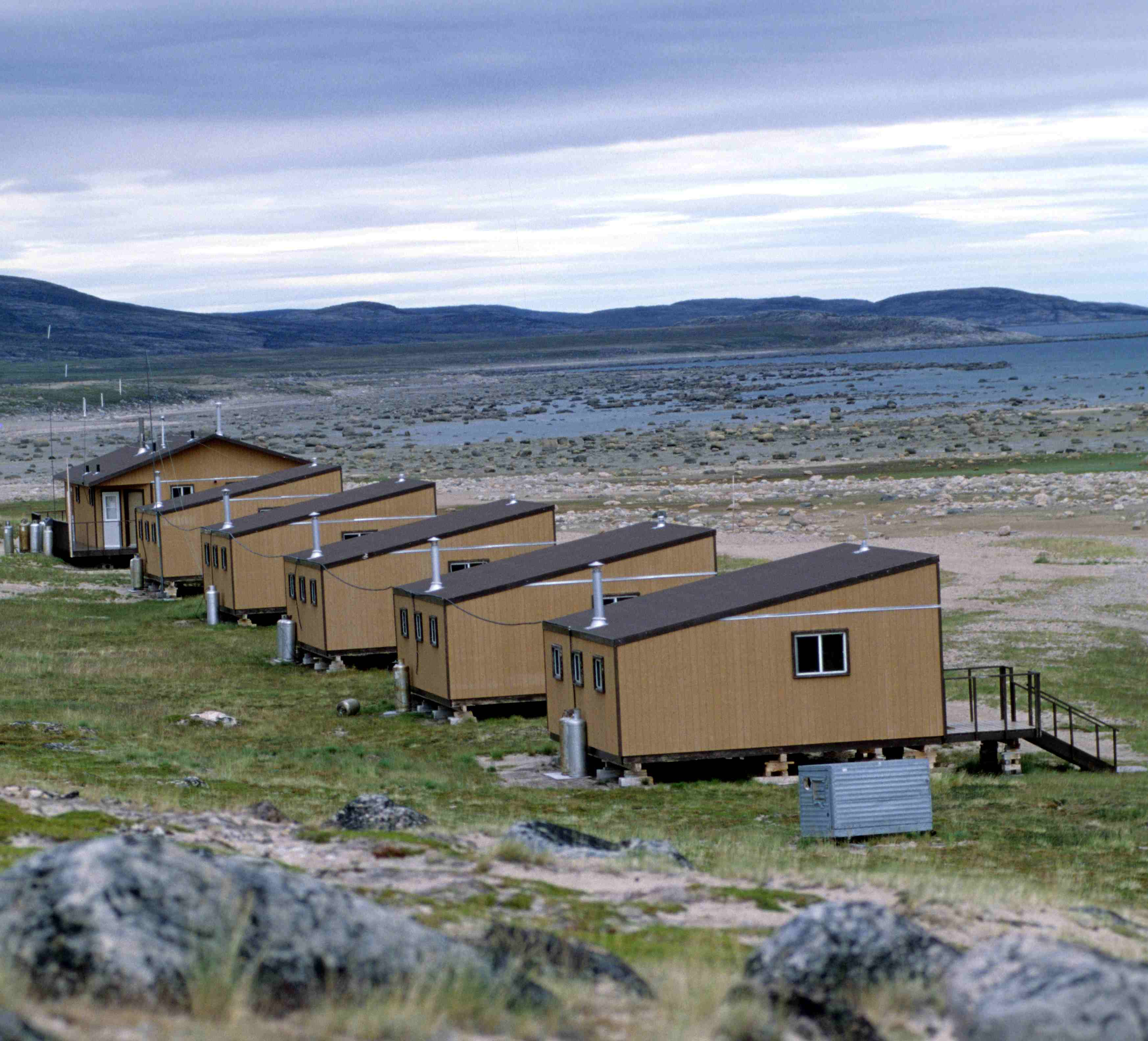
Chaty pro návštěvníky
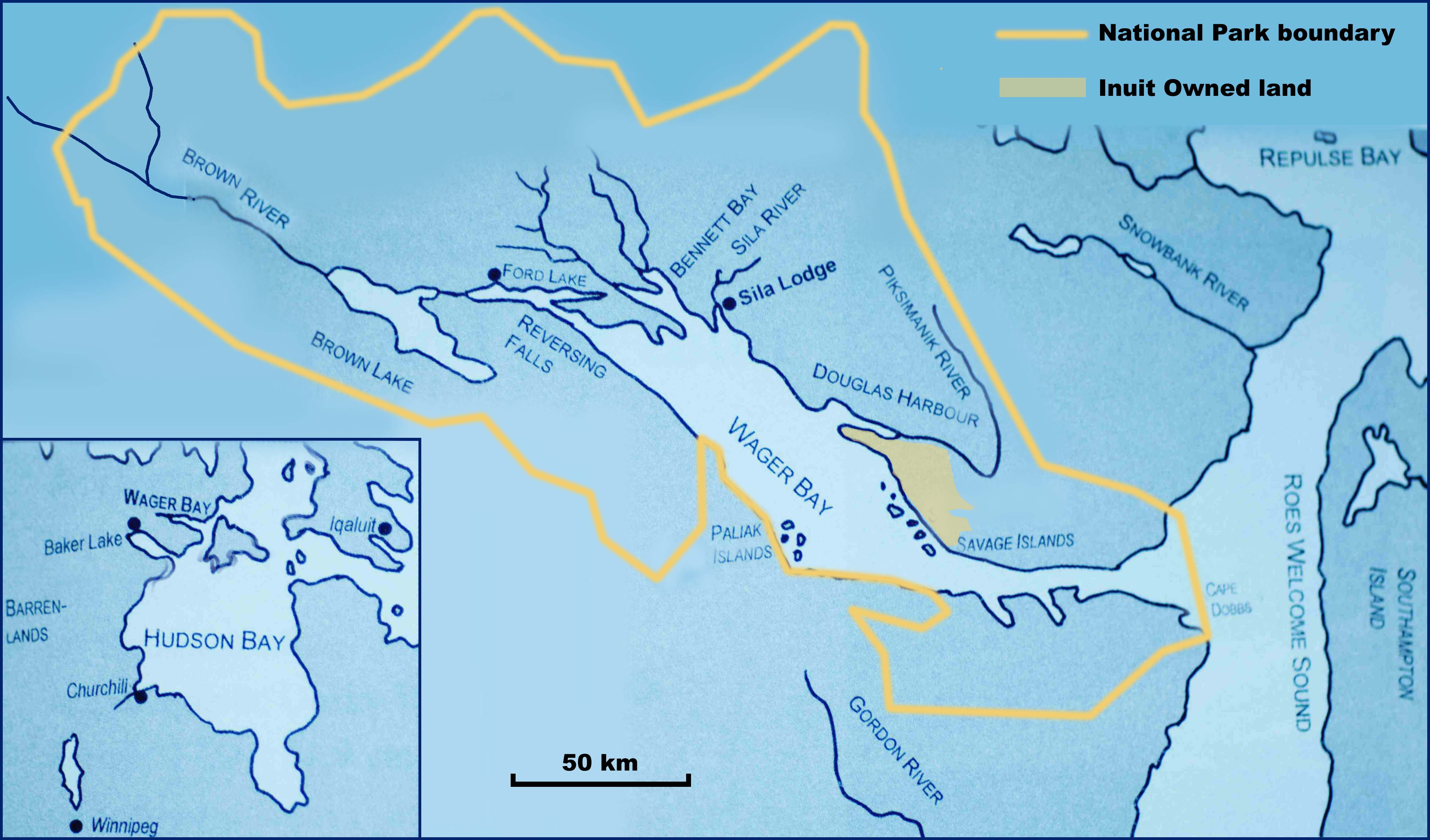
Mapa